# Greenwood Roadway
Greenwood Roadway fue un circuito de carreras para coches de una longitud de 3 millas (unos 4,8 kilómetros) localizado en Otter Township, condado de Warren, Iowa, Estados Unidos a 28 millas (45 km) al sur de Des Moines, Iowa. Esta pista solamente estuvo abierta de 1963 a 1966, sin embargo, pudo albergar diversas pruebas, incluyendo algunas carreras de la Sports Car Club of America (SCCA, una prueba de la Road Racing Championship (La predecesora de las CanAm) y otros eventos amateurs. 
Una vez construida, la pista debía ser un referente en Estados Unidos. Sin embargo, la baja asistencia de espectadores, los problemas con el asfalto de la pista y la falta de ingresos provocaron el cierre del circuito, que hoy en día sigue abandonado.